# قحطی بزرگ تنپو
قحطی تنپو (به ژاپنی: 天保の飢饉, Tenpō no kikin) یک قحطی بود که در ژاپن از سال ۱۸۳۳ آغاز شد و تا ۱۸۳۷ ادامه داشت.